# إصابة الحبل الشوكي دون اختلالات التصوير الشعاعي
إصابة الحبل الشوكي بدون اختلال في التصوير الشعاعي ( SCIWORA ) هي أعراض إصابة الحبل الشوكي (SCI) مع عدم وجود دليل على إصابة العمود الفقري في الأشعة السينية أو الأشعة المقطعية . قد تشمل الأعراض التنميل ، والضعف ، وردود الفعل المنعكسة غير الطبيعية ، أو فقدان السيطرة على المثانة أو الأمعاء. آلام الظهر والرقبة شائعة أيضًا. قد تكون الأعراض قصيرة أو مستمرة. البعض لا تظهر عليهم الأعراض إلا بعد أيام قليلة من الإصابة.
قد تشمل الأسباب اصطدام السيارات والسقوط والإصابات الرياضية والصدمات غير العرضية . تم اقتراح عدد من الآليات الأساسية بما في ذلك كدمة الحبل الشوكي ، وإصابة إمداد الدم إلى النخاع الشوكي ، والشد المفرط للحبل الشوكي. يوصى بالتصوير بالرنين المغناطيسي (MRI) لتحديد ما إذا كانت هناك مشاكل أخرى.
غالبًا ما يعتمد العلاج على نتائج التصوير بالرنين المغناطيسي وما إذا كانت الأعراض مستمرة أم لا. إذا كان التصوير بالرنين المغناطيسي طبيعيًا وكانت الأعراض قد حلت فلا يوجد داعي لاستخدام دعامة للرقبة أو يمكن استخدام دعامة لفترة وجيزة فقط. بخلاف ذلك ، يوصى بإجراء طوق عنق صلب أو الجراحة لتثبيت حركة الرقبة لمدة ثلاثة أشهر. إذا كان التصوير بالرنين المغناطيسي غير طبيعي فهناك حاجة للجراحة لإبقاء الرقبة ثابتة  عادة يجب على الناس تجنب المزيد من الأنشطة عالية الخطورة خلال الأشهر الستة اللاحقة. لا ينصح باستخدام الستيرويدات القشرية بشكل عام.
الحالة نادرة. يُعتقد أن معظم الحالات تحدث عند الأطفال وكبار السن. يتأثر الذكور أكثر من الإناث. تكون النتائج جيدة بشكل عام إذا كان التصوير بالرنين المغناطيسي طبيعيًا ولكن أقل من ذلك إذا تم العثور على مشاكل. خطر الموت منخفض عند حوالي 2٪. تم تعريفه لأول مرة في عام 1982.